# Neofito V di Costantinopoli
Neofito V (in greco Νεόφυτος Ε΄?; XVII secolo – 1711) è stato un arcivescovo ortodosso greco con cittadinanza ottomana, che ha ricoperto la carica di Patriarca ecumenico di Costantinopoli per alcuni giorni nel 1707.
Neofito fu nominato metropolita di Eraclea il 15 maggio 1689. I vescovi e i laici lo elessero patriarca di Costantinopoli il 20 ottobre 1707. Non fu tuttavia confermato dal sultano ottomano, che si riservava il diritto, come precedentemente l'imperatore bizantino, di confermare l'elezione. Così dopo cinque giorni Neofito fu deposto e rimase metropolita di Eraclea fino al 1711, probabile anno della sua morte.